# Marcelo Vega
Francisco Marcelo Vega Cepeda (Copiapó, 1971. augusztus 12. –) chilei válogatott labdarúgó.

## Pályafutása

### Klubcsapatban
1988 és 1990 között a Regional Atacama csapatában játszott. 1991 és 1992 között az Unión Española játékosa volt. Az 1992–93-as szezonban a spanyol Logroñés együttesében szerepelt, de mindössze 3 mérkőzésen lépett pályára. 1993-tól 1995-ig a Colo-Colót erősítette, melynek tagjaként 1993-ban bajnoki címet szerzett. 1996-ban visszatért a Regional Atacamához, majd a Santiago Wanderers folytatta a pályafutását. 1998-ban és 1999-ben az Egyesült Államokban játszott a MetroStars és a San Jose Earthquakes együttesében. 2000 és 2001 között az argentin Racing Club labdarúgója volt. Később szerepelt még az Unión Española (2002) és a perui Cienciano csapatában. 2003-ban az Universidad de Chile színeiben fejezte be a pályafutását.

### A válogatottban
1991 és 1998 között 30 mérkőzésen szerepelt a chilei válogatottban és 1 gólt szerzett. Részt vett az 1991-es és az 1993-as Copa Américán, valamint az 1998-as világbajnokságon, ahol a Brazília elleni nyolcaddöntőben csereként lépett pályára.

## Sikerei, díjai
Colo-Colo
- Chilei bajnok (1): 1993

Chile
- Copa América bronzérmes (1): 1991